# لعبة النسيان
لعبة النسيان هي رواية لمحمد برادة، صدرت سنة 1987 عن دار الأمان في 135 صفحة. قررتها وزارة التربية الوطنية ضمن مؤلفات سلك التعليم الثانوي، سنة 1995 إلى غاية سنة 2005.تعتبر من بين أهم أعمال الكاتب برادة. صنفت في المركز 46 في قائمة أفضل مئة رواية عربية.استعمل الروائي فيها تقنية رواية متعددة الأصوات.

## نبذة
تقدم رواية «لعبة النسيان» تجربة متجددة في القوالب الروائية، مسلطة الضوء على تحولات المجتمع المغربي خلال أواخر الاستعمار وبداية الاستقلال وما تلاهما. كما تكشف الرواية عن التفاوت الاجتماعي الصارخ، سواء بين المغاربة والمستعمرين أو بين فئات المجتمع المغربي نفسها، من خلال تتبع تفاعلات ثلاثة أجيال داخل عائلة واحدة. تتمحور الأحداث حول علاقة الهادي بأمه «للا الغالية»، الأم الحنون التي تغادر فاس إلى الرباط للاعتناء بأحفادها بعد زواج ابنتها. لكن وفاة والدته تدفع ابنها الهادي إلى العودة إلى فاس، حيث تتجسد ذكريات طفولته الأجمل.
يحمل عنوان الرواية دلالة عميقة، إذ يعكس أثر فقدان شخص عزيز، وهو الأم التي تحتل مكانة خاصة في حياة الهادي. تركز الرواية على لحظتين مفصليتين في حياته: الأولى، وفاة والدته «للا الغالية»، المرأة التي لا تعوّض، والثانية، رحيل «لالة ربيعة»، الحبيبة التي كان لها أثر نفسي بالغ عليه، مما جعله غارقًا في التوجّع والكآبة.
يمارس الراوي لعبة النسيان، حيث يسعى إلى طمس الآلام والأوجاع، وفي الوقت نفسه يستحضر الذكريات، محاولًا إعادة تشكيل صورة متخيلة لما فقده، في محاولة للتصالح مع ماضيه والبحث عن مخرج من أحزانه.
في رواية «لعبة النسيان»، تبدو تيمة الأب باهتة، حيث يتم تهميش دوره لصالح حضور الأم الطاغي. يتجلى هذا في تناسي الأب وعدم الاعتراف به، مما يعكس رمزياً غيابه أو استبعاده من السرد. في مشهد دال، يتجاهل الراوي النقاش السياسي الجاد، ويوجّه الحديث نحو استذكار الأمهات، مما يعزز مركزية الأم ويدعم فكرة قتل الأب رمزياً كما ذكر ذلك الناقد المغربي سعيد يقطين.

## الشخصيات
- الهادي: الشخصية المحورية، تحاول تجاوز ألم فقدان لأعز شخصين على قلبه وهما أمه وحبيبته، من خلال لعبة النسيان كوسيلة للتأقلم مع الحزن و بدء حياة جديدة بعد فقدانه.
- لالة الغالية: هي رمز للحب والأمومة، تمثل المحور العاطفي والوجداني في حياة الهادي، وغيابها يدفعه إلى محاولة كتابة ذكرياته عنها كمقاومة للنسيان وليس فقط للهروب منه.
- الطايع: شقيق الهادي الأصغر. يمثل الجانب الآخر من شخصية الهادي، حيث يميل إلى الواقعية والتكيف مع الحياة ببراغماتية، مما يبرز التناقض بينهما.
- لالة نجية: الجدة التي تربي الهادي، بل تلعب دورًا محوريًا في تشكيل وعيه ومساعدته على التأقلم مع الفقدان، ما يجعلها شخصية مؤثرة في بنية الرواية.
- سي إبراهيم: صديق العائلة، شخصية حكيمة تقدم النصائح للهادي. يمثل جانبًا من الوعي الاجتماعي الذي يوجه البطل في رحلته العاطفية والفكرية.

## اقتباسات من الرواية
"إننا نعيش عهد الثرثرة السابقة للفعل، وزمننا هذا شبيه بزمن الاحتضار، ومع ذلك نعيش على أمل أن نولد من خلال الفعل." – يُجسّد هذا الاقتباس التوتر بين العجز والرجاء، ويُعبّر عن أزمة الوعي في زمن التحوّل.
"سيغمضون عيونهم، عند الاحتضار، على لحظة أو مشاهد من الطفولة المحفورة في الخلايا أو المسام." – يُبرز مركزية الذاكرة الطفولية في تشكيل الهوية، ويُضفي طابعًا حميميًا على لحظة الموت.

"لماذا تريد أن تفتح بابًا لن يأتيك منه إلا الوجع وصداع الرأس، مع أنك تريد الكتابة عن لعبة النسيان وطرائق تحاشي ما يؤلم النفس." – يُعبّر عن الصراع بين الرغبة في التذكّر والحاجة إلى النسيان كآلية دفاعية.

## الاسلوب
تتميز رواية "لعبة النسيان" بأسلوب سردي يعكس عمق التجربة الإنسانية ومعاناة الفرد. تعتمد الرواية بشكل أساسي على السرد الذاتي من خلال شخصية "الهادي"، مما يمنح القارئ نظرة عميقة إلى عالمه الداخلي وعواطفه المتناقضة و يستخدم برادة لغة شاعرية للتعبير عن المشاعر والأحاسيس المعقدة، يتنقل السرد بين الماضي والحاضر، مما يخلق إيقاعًا خاصًا ويعمق فهم القارئ لسيكولوجية الشخصية الرئيسية. كما استخدم الكاتب الرموز بشكل مكثف في الرواية، حيث تمثل الأشياء والأحداث دلالات أعمق من معناها الظاهري. تركز الرواية على العالم الداخلي للشخصيات، وتستكشف أعماق النفس البشرية ومشاعرها المتناقضة. يستخدم التكرار كأداة فنية للتأكيد على الأفكار الرئيسية وتعميق انطباع القارئ بها. كما تتصف الرواية بتعدد الأصوات كما يصطلح عليه بالبوليفونية وهو مصطلح استجلب من فن الموسيقى، ليعبر عن تناغم هذه الأصوات بالرغم من اختلافها. يشكل عام يتسم أسلوب محمد برادة الأدبي بالتجريب والانفتاح على الأشكال السردية الحديثة، حيث يمزج بين التخييل والتأريخ، ويعتمد على تعدد الأصوات والمنظورات. كما يوظف الحوارات الداخلية واسترجاع الذكريات لإبراز البعد النفسي لشخصياته، مما يمنح نصوصه طابعًا تأمليًا وتحليليًا.

## الرواية في المناهج الدراسية
رواية لعبة النسيان للكاتب المغربي محمد برادة حظيت باهتمام كبير في الوسط التربوي المغربي، حيث قرّرتها وزارة التربية الوطنية ضمن مقررات سلك التعليم الثانوي خلال الفترة ما بين 1995 و2005، وذلك لما تحمله من قيمة فكرية وتربوية عالية.اختيرت الرواية لتُدرّس في مادة تحليل النصوص الأدبية، خاصة في شُعب الآداب والعلوم الإنسانية، نظرًا لما تتضمنه من قضايا الهوية، الحداد، والذاكرة، بالإضافة إلى أسلوبها السردي المتعدد الأصوات الذي يُحفّز التلاميذ على التفكير النقدي وتحليل البنية النفسية والاجتماعية للشخصيات. كما أُدرجت الرواية في الامتحانات الوطنية الموحدة، وصدرت عنها دراسات تربوية وأدلة تعليمية موجّهة للأساتذة، تُساعدهم على توظيف الرواية في تطوير مهارات القراءة والتحليل لدى التلاميذ.

## الأثر
منذ صدورها في طبعتها الأولى سنة 1987، كانت مثار جدل واسع على صفحات الجرائد والمجلات الثقافية ونشرت حولها دراسات جامعية ونقدية كثيرة. وساهم في ذلك اختيارها من طرف وزارة التربية الوطنية المغربية منذ 1995 إلى 2005، لتكون ضمن المؤلفات المقررة على تلاميذ الثانوي. في سنة 2018، حوّلت الرواية إلى مسرحية بعنوان النسيان، ولعبت على خشبة المسرح بالمغرب، مما منح شخصياتهما حياة جديدة  ، وفي سنة 2021 عرضت المسرحية في تونس

## وصلات خارجية
- لعبة النسيان لمحمد برادة بين الزمن الضائع والتجريب البوليفوني  جميل حمداوي